# كارلوس كاستانيدا
كارلوس كاستانيدا (بالإسبانية: Carlos César Salvador Arana Castañeda)‏ (25 ديسمبر 1925، كاخاماركا في بيرو - 27 أبريل 1998، لوس أنجلوس في الولايات المتحدة)؛ كاتب، عالم إنسان وروائي أمريكي. درس في جامعة كاليفورنيا.

## روابط خارجية
- كارلوس كاستانيدا على موقع IMDb (الإنجليزية)
- كارلوس كاستانيدا على موقع الموسوعة البريطانية (الإنجليزية)
- كارلوس كاستانيدا على موقع إن إن دي بي (الإنجليزية)